# Praia dos Cristais
A Praia dos Cristais é um pequeno areal situado na vila de Laxe, pertencente ao concelho homónimo, e localiza-se na Costa da Morte.
A sua denominação deve-se a que antigamente se utilizava o areal como aterro de objectos de vidro (garrafas, vasos etc). As correntes marinhas fazem com que a erosão vai formando pequenos pedaços de vidro que parecem areias multicoloridas. A praia tem também um pequeno varadouro que serve de abrigo para embarcações pequenas e um palco de pedra onde se realizam actividades culturais como o pôr do sol poético. Perto da praia há um miradouro e também o Farol da Insua.